# Acrolophus scardina
Acrolophus scardina är en fjärilsart som beskrevs av Philipp Christoph Zeller 1873. Acrolophus scardina ingår i släktet Acrolophus och familjen Acrolophidae. Inga underarter finns listade i Catalogue of Life.